# Lista orașelor din Zambia
Aceasta pagină este o listă a orașelor din Zambia, sortate după diviziunile administrative de rangul 1.

## Provincia Centrală
- Chibombo
- Chisamba
- Chitambo
- Kabwe
- Kapiri Mposhi
- Luano
- Mkushi
- Mumbwa
- Ngabwe
- Serenje
- Shibuyunji

## Provincia Copperbelt
- Chililabombwe
- Chingola
- Kalulushi
- Kitwe
- Luanshya
- Lufwanyama
- Masaiti
- Mpongwe
- Mufulira
- Ndola

## Provincia de Est
- Chadiza
- Chama
- Chasefu
- Chipangali
- Chipata
- Kasenengwa
- Katete
- Lumezi
- Lundazi
- Lusangazi
- Mambwe
- Nyimba
- Petauke
- Sinda
- Vubwi

## Provincia Luapula
- Chembe
- Chiengi
- Chifunabuli
- Chipili
- Kawambwa
- Lunga
- Mansa
- Milenge
- Mwanzakombe
- Mwense
- Nchelenge
- Samfya

## Provincia Lusaka
- Lusaka
- Kafue
- Chilanga
- Chongwe
- Luangwa
- Rufunsa

## Provincia de Nord-Vest
- Chavuma
- Ikelenge
- Kabompo
- Kalumbila
- Kasempa
- Manyinga
- Mufumbwe
- Mushindamo
- Mwinilunga
- Solwezi
- Zambezi

## Provincia de Nord
- Chilubi
- Kaputa
- Kasama
- Lunte
- Lupososhi
- Luwingu
- Mbala
- Mporokoso
- Mpulungu
- Mungwi
- Nsama
- Senga Hill

## Provincia de Sud
- Chikankata
- Chirundu
- Choma
- Gwembe
- Itezhi Tezhi
- Kalomo
- Kazungula
- Livingstone
- Mazabuka
- Monze
- Namwala
- Pemba
- Siavonga
- Sinazongwe
- Zimba

## Provincia de Vest
- Kalabo
- Kaoma
- Limulunga
- Luampa
- Lukulu
- Mitete
- Mongu
- Mulobezi
- Mwandi
- Nalolo
- Nkeyema
- Senanga
- Sesheke
- Shangombo
- Sikongo
- Sioma